# 谢遐龄
谢遐龄（1945年3月—），男，浙江温州人，生于重庆，中国哲学家，复旦大学教授。

## 生平
1945年生于四川省重庆市，籍贯浙江省温州市。1968年毕业于清华大学电机系发电专业。1968年至1970年，在学生连劳动锻炼。1970年至1973年，在清华大学工作。1973至1978年，在江苏省如东县先民中学任教。1978年10月至1985年，就读于复旦大学哲学系，先后获哲学硕士、博士学位。1986年留校工作，历任副教授、教授、博士生导师、系主任。长期从事中西方哲学、社会学的教学和研究工作。1995年5月加入中国民主同盟。历任上海市政协常委，第九、十届全国政协委员，民盟上海市委第十二、十三届副主委、民盟第七、八届中央委员、第九届中央常委。
2000年2月，增补为第九届全国政协委员。2003年1月，当选第十届全国政协委员，担任社会和法制委员会委员。

## 著作
- 谢遐龄. . 湖南教育出版社. 1987年. ISBN 9787535504456.
- 谢遐龄. . 云南人民出版社. 1989年. ISBN 9787222003392.
- 谢遐龄. . 云南人民出版社. 1993年5月. ISBN 9787222011939.
- 谢遐龄 (编). . 高等教育出版社. 2003年. ISBN 9787040122459.
- 谢遐龄; 于海; 范丽珠. . 上海人民出版社. 2004年. ISBN 9787208051263.
- 范丽珠; 谢遐龄; 刘芳. . 上海人民出版社. 2014年2月. ISBN 9787208117891.
- 谢遐龄. . 华东师范大学出版社. 2014年4月. ISBN 9787567518186.
- 谢遐龄. . 上海三联书店. 2017年6月. ISBN 9787542658265.
- 谢遐龄. . 生活·读书·新知三联书店. 2019年8月. ISBN 9787108065407.